# Gull Records
Gull Records — британський лейбл звукозапису, заснований у 1974 році. Він належав Gull Entertainments Ltd., був пов'язаний зі студією звукозапису Morgan Studios і розповсюджувався як Pye Records, так і Decca Records. У США він також розповсюджувався лейблом Motown.
На ньому записувалися Judas Priest, Артур Браун, Стів Ешлі, IF, Isotope та Seventh Wave.
Лейбл було розформовано у 1984 році.